# Cmentarz Pasieczna
Cmentarz Pasieczna (ukr. Цвинтар (Пасічна)) – cmentarz w Stanisławowie, w dzielnicy Pasieczna.
Dawny wiejski cmentarz, który od 1958 znajduje się w granicach miasta Iwano-Frankiwska. Na północ od nekropolii w 1997 rozpoczęto budowę greckokatolickiej cerkwi pw. Przemienienia Pańskiego (Собор Преображення Господнього), konsekracja miała miejsce 8 stycznia 2014.
Wśród pochowanych zmarłych spoczywają tu: 
- Mychajło Jankewycz (1858–1914) – Strzelec Siczowy;
- Wasylina Drekało /Czuperczuk/ (1931–1980) – solistka huculskiego zespołu pieśni i tańca.